# Daleho Irandust
Daleho Irandust (Göteborg, 4 juni 1998) is een Zweeds voetballer, die doorgaans speelt als aanvallende middenvelder. Op 31 augustus 2021, op de slotdag van de transferwindow, maakte hij de overstap van het Zweedse BK Häcken naar FC Groningen. Op 23 februari 2024 tekende Irandust een tweejarig contract bij IF Brommapojkarna. Sinds januari 2019 is Irandust Zweeds international. 

## Clubcarrière

### Balltorps FF & GAIS (Jeugd)
Irandust begon op zesjarige leeftijd met voetballen bij Balltorps FF. Hij trok daar de interesse van GAIS die hem uitnodigde voor een proefwedstrijd. Dit verliep niet zoals hij wilde omdat men niet van zijn talenten overtuigd was. Een jaar later kwam het alsnog goed en maakte hij in 2013 op 11-jarige leeftijd de overstap naar de derde club van Göteborg. Hij doorliep alle jeugdelftal en kwam uiteindelijk in de Onder-19 terecht, waar hij op 16-jarige leeftijd op 18 mei 2015 debuteerde in de tijdens de met 6-3 verloren uitwedstrijd tegen IF Elfsborg. Zijn eerste doelpunt maakte hij acht wedstrijden later op 7 augustus 2015 tijdens de uitwedstrijd tegen IFK Göteborg. Hij scoorde in de 73e minuut de 1-1 gelijkmaker in een wedstrijd die uiteindelijk eindigde in een 2-2 gelijkspel. Hij kwam in het seizoen 2015 in totaal 15 wedstrijden in actie waarin hij telkens 90 minuten speelde en vier doelpunten maakte. Tijdens de wedstrijden trok hij de aandacht van de scouts van BK Häcken die hem overhaalden om als jeugdspeler de overstap naar de tweede club van Göteborg te maken ondanks dat hij een aanbod van GAIS had om in het eerste elftal te komen spelen.

### BK Häcken (Jeugd)
Irandust begon met een basisplaats in de Onder-19 tijdens de openingswedstrijd van het seizoen 2016. Hij stond op 2 april 2016 op het middenveld in de met 2-1 gewonnen thuiswedstrijd tegen Landskrona BoIS. In de daaropvolgende wedstrijd maakte hij zijn eerste doelpunt tijdens de uitwedstrijd tegen Halmstads BK. Hij nam het derde doelpunt voor zijn rekening bij een 0-7 overwinning. Hij kwam dit seizoen 9 keer in actie voor de Onder-19 en maakte vijf doelpunten. Naast de officiële wedstrijden nam hij met de Onder-19 deel aan de Gothia Cup waar hij gekozen werd tot beste spelers van het toernooi en welke men mede door zijn inbreng won. Hij scoorde éénmaal in de kwartfinale en maakte in de halve finale twee doelpunten. Na de zomerstop kwam hij tevens driemaal in actie bij de Onder-21. Bij zijn eerste wedstrijd op 28 juni 2016 maakte hij direct zijn eerste doelpunt. In de met 1-3 gewonnen uitwedstrijd tegen Falkenbergs FF maakte hij na een voorzet van Alexander Jeremejeff in 57e minuut de 1-2. In de Onder-21 speelde samen met spelers als Gustav Berggren en Adam Andersson. In het begin van het seizoen 2017 speelde hij nog 1 wedstrijd voor Onder-19 en kwam voor de Onder-21 in totaal 10 keer in actie. Daarna maakte hij de definitieve overstap naar het eerste elftal en tekende begin mei 2017 een profcontract dat hem tot 2021 aan de club verbond.

### BK Häcken
Naast zijn wedstrijden in de jeugdelftallen maakte Irandust op 24 augustus 2016 zijn debuut in het eerste elftal. Hij verving 14 minuten voor tijd Mohammed Abubakari in de bekerwedstrijd tegen Växjö BK die met 1–11 werd gewonnen. Hij scoorde het negende doelpunt en gaf vervolgens nog een assist voor het tiende en elfde doelpunt.

#### Seizoen 2017
Vanaf dit seizoen maakte Irandust definitief deel uit van het eerste elftal en kwam hij in een team met spelers als Rasmus Lindgren, Kari Arkivuo, Juhani Ojala en Alexander Farnerud terecht. Op 18 februari 2017 speelde hij zijn tweede officiële wedstrijd tijdens de groepswedstrijden voor de Svenska Cupen. Hij speelde 63 minuten mee in de met 0-4 gewonnen uitwedstrijd tegen BKV Norrtälje. Op 24 april 2017 maakte hij zijn debuut in de Allsvenskan. Hij verving 38 minuten voor tijd Gustav Berggren die door een blessure de wedstrijd staakte. Zijn debuutwedstrijd tegen Djurgården eindigde op een scoreloos gelijkspel. Op 15 mei 2017 maakte hij zijn eerste doelpunt op het hoogste niveau in Zweden. In de elfde minuut maakte hij in de Bravida Arena de 1-0 in de met 2-2 gelijk gespeelde thuiswedstrijd tegen Sirius. De week erna maakte hij zijn tweede doelpunt. Hij was de matchwinner in de uitwedstrijd tegen Kalmar. Hij kwam tot 28 wedstrijden, waarvan hij 16 in de basis stond.  Aan het einde van het seizoen werd hij samen met Felix Beijmo en Pontus Dahlberg genomineerd als beste nieuweling van de Allsvenskan.

#### Seizoen 2018
In zijn tweede seizoen miste Irandust één competitiewedstrijd vanwege een schorsing die hij opliep in de thuiswedstrijd tegen BP waar hij met twee keer geel van het veld werd gestuurd  Hij was daarom niet van de partij tijdens de thuiswedstrijd tegen Dalkurd. Zijn eerste doelpunt dit seizoen was op 7 juli 2018 tijdens de met 3-0 gewonnen thuiswedstrijd tegen Sundsvall. Hij scoorde in de 41e minuut de openingstreffer. In de 29 wedstrijden maakte hij vier doelpunten en eindigde met BK Häcken op de 5e plaats. Hierdoor kwalificeerde men zich voor de Europa League. Hij was tweemaal trefzeker in de Svenska Cupen waarin de kwartfinale werd bereikt.

#### Seizoen 2019
In zijn derde seizoen ontbrak Irandust de gehele voorbereiding vanwege problemen met zijn lies. Op 1 april 2014 maakte hij sinds januari weer zijn eerste minuten. In de uitwedstrijd tegen Malmö FF stond hij drie minuten in het veld toen hij een doelpunt scoorde. Hij maakte zijn Europees debuut tijdens de kwalificatiewedstrijd voor de Europa League tegen FK Liepāja. In de heenwedstrijd op 12 juli 2018 in Letland kwam hij in de 57e minuut in het veld om 16 minuten later het eerste Zweedse doelpunt te maken. In de met 3-0 gewonnen wedstrijd zorgde hij daarnaast voor de assist bij het doelpunt van Mervan Celik.  Tijdens de met 1-2 verloren returnwedstrijd zat hij de gehele wedstrijd op de bank. In de volgende ronde werd BK Häcken uitgeschakeld door RB Leipzig waarbij in de heenwedstrijd in de Red Bull Arena met 4-0 in Duitsland werd verloren. Irandust kwam in de rust in het veld voor Nasiru Mohammed. In de return kwam hij in de 64e minuut bij een 0-1 achterstand in het veld waarna hij in de 85e minuut de gelijkmaker maakte. Hetgeen tevens de eindstand was. In de competitie miste hij wederom maar één wedstrijd. In de 29 wedstrijden maakte hij vier doelpunten en eindigde op de zesde plaats in de competitie. In dit seizoen werd de Svenska Cupen gewonnen. In de finale werd AFC Eskilstuna met 3-0 verslagen. Irandust speelde de gehele wedstrijd mee. Door deze bekerwinst kwalificeerde BK Häcken zich opnieuw voor de Europa League 

#### Seizoen 2020
In de openingswedstrijd van het seizoen tegen Falkenbergs FF was Irandust direct trefzeker. In de met 1-1 gelijkgespeelde uitwedstrijd maakte hij na 29 minuten de gelijkmaker. In de derde competitieronde maakte hij zijn tweede doelpunt. In uitwedstrijd tegen Sirius maakte hij vanaf eigen helft de openingstreffer. De wedstrijd eindigde in een 2-2 gelijkspel. Het doelpunt werd gekozen tot het Doelpunt van het Jaar. De Europa League beperkte zich voor hem tot één ronde waarin BK Häcken werd uitgeschakeld door AZ. Tijdens de heenwedstrijd waarin Irandust 71 minuten meespeelde werd in Alkmaar met 0-0 gelijkgespeeld. In Göteborg werd met 0-3 verloren door doelpunten van Myron Boadu, Calvin Stengs en Oussama Idrissi. Irandust speelde de gehele wedstrijd als aanvallende middenvelder mee. Hij kwam vijf keer in actie tijdens de Svenska Cupen waarin ze in de kwartfinale werden uitgeschakeld door IF Elfsborg. Hij maakte in het bekertoernooi twee doelpunten. In zijn vierde seizoen speelde hij 23 wedstrijden waarbij hij de laatste zes wedstrijden van het seizoen vanwege een liesblessure aan zich voorbij moest laten gaan. Ondanks de blessure kwam hij tot overeenstemming met Toulouse om de overstap naar Frankrijk te maken. Tijdens de medische keuring werd dusdanige schade aan zijn lies geconstateerd dat men hem adviseerde om een operatie te ondergaan waarop hij hiertoe besloot. Ondanks dat Toulouse bereid was om hem nog steeds over te nemen koos Irandust ervoor de focus op zijn revalidatie te leggen en in Zweden te blijven voetballen.Hij kon drie maanden niet voetballen.

#### Seizoen 2021
Vanwege een uitgevoerde liesoperatie ontbrak Irandust in de eerste zeven wedstrijden van het seizoen 2021. Hij moest eveneens de wedstrijden voor de Svenska Cupen aan zich voorbij laten waarin BK Häcken opnieuw de finale wist te bereiken en na strafschoppen van Hammarby werd verloren. Tijdens de achtste competitieronde maakte hij zijn rentree in de met 3-1 gewonnen thuiswedstrijd tegen Varbergs BoIS waarin hij 19 minuten voor het einde werd ingebracht voor Alexander Jeremejeff. Drie weken later was hij de matchwinnaar in de met 0-1 gewonnen wedstrijd tegen IFK Norrköping nadat hij in de 71 minuut binnen de lijnen kwam en vijf minuten later zijn doelpunt maakte. Hij kwam dit seizoen tot zeven wedstrijden waarin hij drie keer wist te scoren. Op 29 augustus 2021 speelde hij na 127 wedstrijden zijn laatste minuten voor BK Häcken in de stadsderby tegen IFK Göteborg waarna hij werd verkocht.

### FC Groningen
Op 31 augustus 2021 werd bekend dat Irandust een contract voor vijf jaar bij FC Groningen had getekend. Op 12 september 2021 maakte hij zijn debuut in de thuiswedstrijd tegen Sc Heerenveen. In de met 1-1 gelijke gespeelde wedstrijd bracht trainer Danny Buijs hem in de rust in de ploeg voor Björn Meijer. Op 27 oktober 2021 maakte hij in de eerste ronde van de KNVB beker zijn eerste doelpunt in Groninger dienst tijdens de met 4-0 gewonnen thuiswedstrijd tegen Helmond Sport. In de 21e minuut maakte hij de 2-0 na een voorzet van Romano Postema. Op 27 november 2021 stond hij voor de eerste keer in de basis en maakte hij zijn eerste doelpunt in de Eredivisie tijdens de met 1-4 gewonnen uitwedstrijd tegen Fortuna Sittard. In de 51e minuut scoorde hij het derde Groninger doelpunt. Kort daarop raakte hij tijdens de training geblesseerd waardoor hij zijn basisplaats verloor en de rest van het seizoen 2021/22 nog maar twee keer in het basiselftal terecht kwam. Het seizoen seizoen 2022/23 was voor Irandust in verschillende opzichte een teleurstellende editie. Hij was regelmatig geblesseerd  en kwam daardoor tot 25 wedstrijden waarin hij niet wist te scoren. Daarnaast degradeerde hij met FC Groningen naar de Eerste divisie. In de voorbereiding nam Irandust het eerste "doelpunt" van het seizoen 2023/24 voor zijn rekening tijdens de oefenwedstrijd tegen VV Annen. Hij was in de volgende twee wedstrijden tegen Onstwedder Boys  en Go Ahead Eagles  eveneens trefzeker. Wegens een blessure kon hij zijn sterke start geen vervolg geven en kwam in de laatste oefenwedstrijd 30 minuten in actie tegen PEC Zwolle. Hij begon op de bank tijdens de eerste competitiewedstrijd tegen Jong Ajax. Dick Lukkien bracht hem in de 78e minuut in het veld voor Romano Postuma waarna hij een assist gaf op Johan Hove die de eindstand in de Euroborg op 4-1 bracht.
Na enkele moeizame jaren in Groningen transfereerde de Zweed in februari 2024 terug naar zijn thuisland, naar IF Brommapojkarna.

## Clubstatistieken
| Seizoen     | Club         | Competitie     | Competitie | Competitie | Competitie | Beker | Beker | Beker | Internationaal | Internationaal | Internationaal | Totaal | Totaal | Totaal |
| Seizoen     | Club         | Competitie     | Wed.       | Dlp.       | Ass.       | Wed.  | Dlp.  | Ass.  | Wed.           | Dlp.           | Ass.           | Wed.   | Dlp.   | Ass.   |
| ----------- | ------------ | -------------- | ---------- | ---------- | ---------- | ----- | ----- | ----- | -------------- | -------------- | -------------- | ------ | ------ | ------ |
| 2017        | BK Häcken    | Allsvenskan    | 25         | 2          | 5          | 2     | 1     | 2     | 0              | 0              | 0              | 27     | 3      | 7      |
| 2018        | BK Häcken    | Allsvenskan    | 29         | 4          | 7          | 4     | 2     | 0     | 0              | 0              | 0              | 33     | 6      | 7      |
| 2019        | BK Häcken    | Allsvenskan    | 27         | 4          | 7          | 0     | 0     | 0     | 3              | 2              | 1              | 30     | 6      | 8      |
| 2020        | BK Häcken    | Allsvenskan    | 23         | 6          | 4          | 5     | 2     | 3     | 2              | 0              | 0              | 30     | 8      | 7      |
| 2021        | BK Häcken    | Allsvenskan    | 7          | 2          | 0          | 0     | 0     | 0     | 0              | 0              | 0              | 7      | 2      | 0      |
| Club Totaal | Club Totaal  | Club Totaal    | 111        | 18         | 23         | 11    | 5     | 5     | 5              | 2              | 1              | 127    | 25     | 29     |
| 2021/22     | FC Groningen | Eredivisie     | 19         | 1          | 1          | 1     | 1     | 1     | 0              | 0              | 0              | 20     | 2      | 2      |
| 2022/23     | FC Groningen | Eredivisie     | 17         | 0          | 4          | 0     | 0     | 0     | 0              | 0              | 0              | 17     | 0      | 4      |
| 2023/24     | FC Groningen | Eerste divisie | 8          | 0          | 2          | 0     | 0     | 0     | 0              | 0              | 0              | 8      | 0      | 2      |
| Club Totaal | Club Totaal  | Club Totaal    | 44         | 1          | 7          | 1     | 1     | 1     | 0              | 0              | 0              | 43     | 2      | 6      |
| TOTAAL      | TOTAAL       | TOTAAL         | 155        | 19         | 30         | 12    | 6     | 6     | 5              | 2              | 1              | 172    | 27     | 35     |

Bijgewerkt op 14 oktober 2023.

## Interlandcarrière

### Jeugd
- Op het vierlanden-toernooi in Hälsingland maakte Irandust op 3 september 2015 zijn debuut voor Zweden Onder-17 in de met 2-1 verloren wedstrijd tegen Noorwegen. Hij kwam in de 71e minuut in het veld voor Filip Tägström.[64] Tijdens dit toernooi kwam hij ook in actie tegen Slowakije.[65]
- Irandust zijn enige interland in de Onder-18 was op 6 september 2016 tijdens de met 3-1 verloren wedstrijd tegen Denemarken. Hij begon in de basis en werd in de 76e minuut gewisseld voor Max Svensson.[66]
- Tijdens Irandust zijn debuut in de Onder-20 maakte hij zijn eerste interland-goal tijdens de met 3-2 gewonnen wedstrijd tegen Denemarken. Hij maakte in de 83e minuut het winnende doelpunt. Jesper Karlsson scoorde de andere twee doelpunten.[67]
- De EK-kwalificatie wedstrijd tegen Malta was het debuut van Irandust in de Onder-21. Hij kwam in de 11e minuut in het veld voor Svante Ingelsson en werd in de rust gewisseld voor Tesfaldet Tekie.[68] In de 31e minuut gaf hij de assist voor de 0-2 waaruit werd gescoord door Carlos Strandberg.[69]
- Irandust speelde in totaal 15 jeugdinterlands waarin hij 1 doelpunt maakte.[70] Op 13 oktober 2020 speelde hij zijn laatste wedstrijd. Een duel voor de EK-kwalificatie tegen Armeens voetbalelftal onder 21 (mannen) die met 10-0 werd gewonnen.[71]

### Senioren
- Op 8 januari 2019 maakte hij zijn debuut bij de nationale ploeg. Door bondscoach Janne Andersson mocht hij de volledige oefenwedstrijd in Qatar tegen Finland spelen. Er werd met 1–0 verloren.[72]. Naast Irandust maakten Viktor Gyökeres en Adam Andersson hun debuut.[73]

## Interlandstatistieken
| Jeugd-interlands van Daleho Irandust Zweden | Jeugd-interlands van Daleho Irandust Zweden | Jeugd-interlands van Daleho Irandust Zweden | Jeugd-interlands van Daleho Irandust Zweden | Jeugd-interlands van Daleho Irandust Zweden | Jeugd-interlands van Daleho Irandust Zweden |
| №                                           | Datum                                       | Wedstrijd                                   | Uitslag                                     | Soort Wedstrijd                             | Doelpunten                                  |
| Als speler bij Onder-17                     | Als speler bij Onder-17                     | Als speler bij Onder-17                     | Als speler bij Onder-17                     | Als speler bij Onder-17                     | Als speler bij Onder-17                     |
| ------------------------------------------- | ------------------------------------------- | ------------------------------------------- | ------------------------------------------- | ------------------------------------------- | ------------------------------------------- |
| 1.                                          | 3 september 2015                            | Zweden – Noorwegen                          | 1 – 2                                       | Vriendschappelijk                           | 0                                           |
| 2.                                          | 5 september 2015                            | Zweden – Slowakije                          | 2 – 2                                       | Vriendschappelijk                           | 0                                           |
| Als speler bij Onder-18                     |                                             |                                             |                                             |                                             |                                             |
| 1.                                          | 6 september 2016                            | Zweden - Denemarken                         | 1 – 3                                       | Vriendschappelijk                           | 0                                           |
| Als speler bij Onder-20                     |                                             |                                             |                                             |                                             |                                             |
| 1.                                          | 4 oktober 2017                              | Zweden - Denemarken                         | 3 – 2                                       | Vriendschappelijk                           | 1                                           |
| Als speler bij Onder-21                     |                                             |                                             |                                             |                                             |                                             |
| 1.                                          | 7 juni 2018                                 | Malta – Zweden                              | 0 – 4                                       | EK-Kwalificatie                             | 0                                           |
| 2.                                          | 8 januari 2019                              | Zweden – Finland                            | 0 – 1                                       | Vriendschappelijk                           | 0                                           |
| 3.                                          | 11 januari 2019                             | Zweden – IJsland                            | 2 – 2                                       | Vriendschappelijk                           | 0                                           |
| 4.                                          | 10 september 2019                           | Zweden – Ierland                            | 1 – 3                                       | EK-Kwalificatie                             | 0                                           |
| 5.                                          | 12 oktober 2019                             | Zweden – IJsland                            | 5 – 0                                       | EK-Kwalificatie                             | 0                                           |
| 6.                                          | 19 november 2019                            | Ierland – Zweden                            | 4 – 1                                       | EK-Kwalificatie                             | 0                                           |
| 7.                                          | 9 januari 2020                              | Zweden – Moldavië                           | 1 – 0                                       | Vriendschappelijk                           | 0                                           |
| 8.                                          | 4 september 2020                            | IJsland – Zweden                            | 1 – 0                                       | EK-Kwalificatie                             | 0                                           |
| 9.                                          | 8 september 2020                            | Zweden – Italië                             | 3 – 0                                       | EK-Kwalificatie                             | 0                                           |
| 10.                                         | 9 oktober 2020                              | Zweden – Luxemburg                          | 4 – 0                                       | EK-Kwalificatie                             | 0                                           |
| 11.                                         | 13 oktober 2020                             | Zweden – Armenië                            | 10 – 0                                      | EK-Kwalificatie                             | 0                                           |

| Interlands van Daleho Irandust Zweden | Interlands van Daleho Irandust Zweden | Interlands van Daleho Irandust Zweden | Interlands van Daleho Irandust Zweden | Interlands van Daleho Irandust Zweden | Interlands van Daleho Irandust Zweden |
| №                                     | Datum                                 | Wedstrijd                             | Uitslag                               | Soort Wedstrijd                       | Doelpunten                            |
| Als speler bij Onder-17               | Als speler bij Onder-17               | Als speler bij Onder-17               | Als speler bij Onder-17               | Als speler bij Onder-17               | Als speler bij Onder-17               |
| ------------------------------------- | ------------------------------------- | ------------------------------------- | ------------------------------------- | ------------------------------------- | ------------------------------------- |
| 1.                                    | 8 januari 2019                        | Zweden – Finland                      | 0 – 1                                 | Vriendschappelijk                     | 0                                     |
| 2.                                    | 11 januari 2019                       | Zweden – IJsland                      | 2 – 2                                 | Vriendschappelijk                     | 0                                     |
| 3.                                    | 9 januari 2020                        | Zweden – Moldavië                     | 1 – 0                                 | Vriendschappelijk                     | 0                                     |

## Persoonlijk
De gehele familie van Irandust komt uit het Koerdische deel van Iran. Hij werd zelf geboren in Göteborg, in het oostelijke stadsdeel Bergsjön en koos ervoor om op jonge leeftijd te gaan voetballen omdat hij niet op een vechtsport durfde te gaan. Hij studeerde Natuurwetenschap waarop hij in juni 2017 is afgestudeerd. Dit was op het Gymnasium in Katrinelund waar men een speciale opleiding voor sporters had. Zijn bijnaam is Dalla.